# Žabče
Žabče – wieś w Słowenii, w gminie Tolmin. W 2018 roku liczyła 160 mieszkańców.